# اچ‌ام‌اس باتلکس (اف۸۹)
اچ‌ام‌اس باتلکس (اف۸۹) (به انگلیسی: HMS Battleaxe (F89)) یک کشتی است که طول آن 131.2 m (430 ft) می‌باشد. این کشتی در سال ۱۹۷۷ ساخته شد.